# Сельгиков, Михаил Арыкович

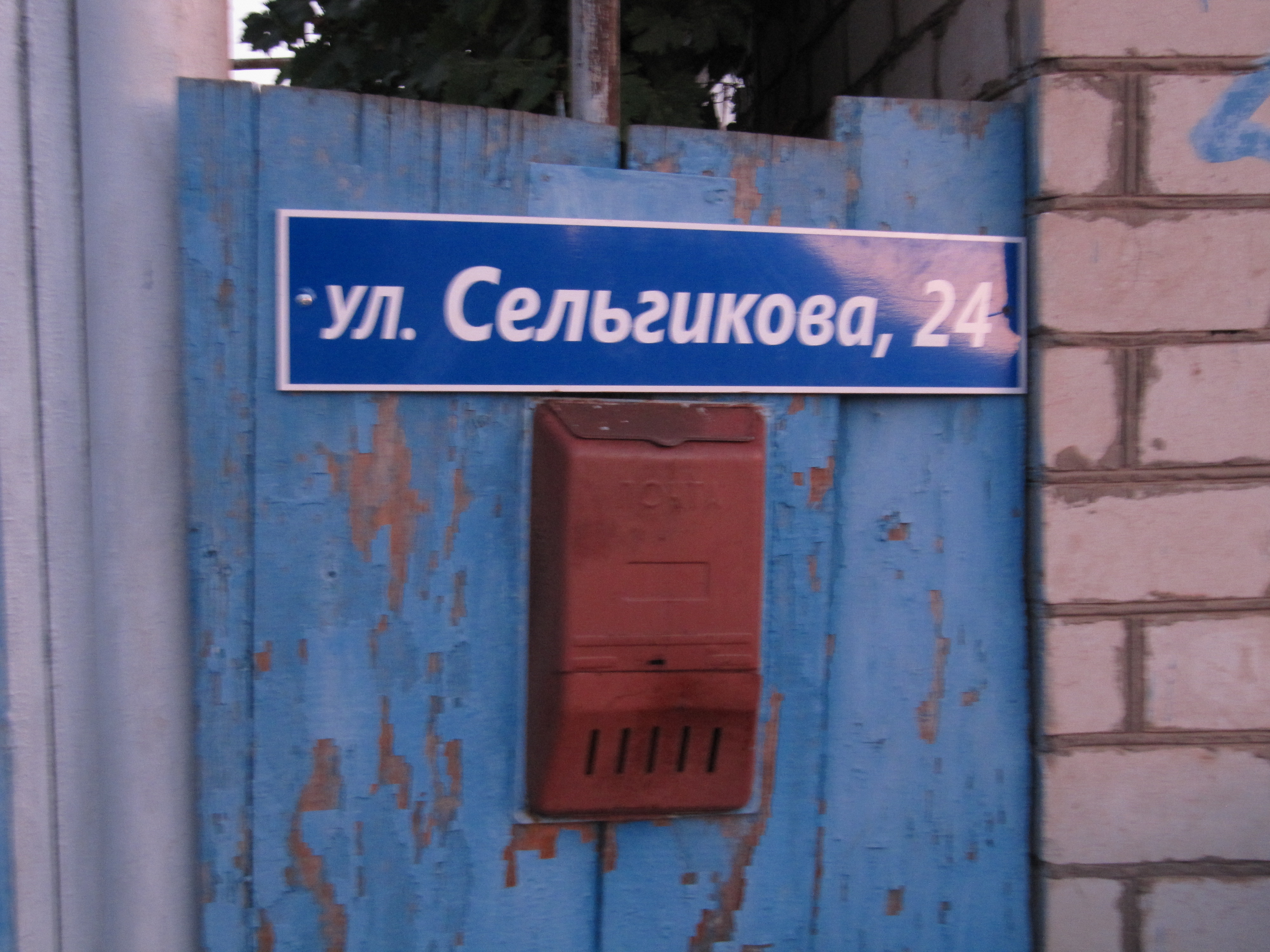
Улица Сельгикова в Элисте, Калмыкия

Михаи́л Ары́кович Се́льгиков (17.12.1920, Кегульта, Калмыцкая автономная область — 16.05.1985, Элиста, Калмыцкая АССР) — Герой Советского Союза, участник Великой Отечественной войны, участник партизанского движения в Брянской области.

## Биография
Михаил Сельгиков родился 17 декабря 1920 года в селе Кегульта в крестьянской семье. В 1939 году был призван в Красную Армию.
В 1941 году Михаил Сельгиков закончил военно-стрелковое училище в Астрахани. Командуя зенитно-пулемётной батареей, участвовал в Великой Отечественной войне с самых первых её дней.
В начале октября 1941 года боевое подразделение под командованием Михаила Сельгикова прикрывало отход советских войск из деревни Карбовка Погарского района Брянской области. Во время сражения Михаил Сельгиков был ранен и попал в плен. Через некоторое время ему удалось бежать из плена и скрыться у Пантелея Михайловича Гирлина, который был связным подпольного Погарского райкома партии. 11 декабря 1941 года Михаил Сельгиков вступил в партизанский отряд.
После освобождения Брянской области от немцев Михаил Сельгиков с ноября 1943 года работал на различных государственных должностях в Орловской области. В декабре 1943 года во время депортации калмыцкого народа был сослан в Сибирь, где до мая 1957 года работал в Новосибирской области и Красноярском крае. Возвратившись на родину, Михаил Сельгиков жил в Элисте и работал в горисполкоме. С 1968 года — инспектором Калмыцкой государственной инспекции по рыбоохране.
8 мая 1965 года Михаил Сельгиков был удостоен звания Героя Советского Союза.
В 1968 году Михаил Сельгиков написал документальную повесть «Друзья мои, партизаны», которая была издана Калмыцким книжным издательством.
16 мая 1985 года Михаил Сельгиков скончался в Элисте.

## Подвиг
В апреле 1942 года Сельгиков назначен начальником штаба партизанского отряда имени Степана Разина. Партизанский отряд под командованием Михаила Сельгикова взорвал мост через реку Вару и Чубаровский железнодорожный мост.
В ноябре 1942 года Михаил Сельгиков назначен заместителем командира партизанского отряда имени Фурманова. За три месяца отряд под руководством Михаила Сельгикова уничтожил около тысячи человек противника, пустил под откос 6 поездов, подорвал около 180 автомобилей.
21 февраля 1943 года партизанский отряд взорвал пять километров железнодорожной дороги Брянск-Гомель, в результате чего немцы не могли в течение 28 дней доставлять железнодорожные составы.

## Награды
- Медаль «Золотая Звезда» № 10702 (8 мая 1965 года);
- орден Ленина (08.05.1965);
- орден Отечественной войны I степени (11.03.1985).

## Память
- В Элисте именем Михаила Сельгикова названа одна из городских улиц.
- В Элисте находится мемориальный комплекс Аллея Героев, на котором располагается барельеф Михаила Арыковича Сельгикова.
- В посёлке Кегульта Кетченеровского района имя Михаила Сельгикова носит школа.

## Источник
- Агарков, Б. М. Партизанские тропы: документальная повесть, Элиста, 1971.
- М. А. Сельгиков / Наши земляки — Герои Советского Союза, комплект из 21 фоторепродукций/ фото С. М. Чупахина, Элиста, 1975, репродукция 18.
- Михаил Арыкович Сельгиков/ Наши земляки — Герои Советского Союза, комплект из 22 буклетов, Элиста, 1985, буклет 19.
- Герои Советского Союза: Краткий биографический словарь / Пред. ред. коллегии И. Н. Шкадов. — М.: Воениздат, 1988. — Т. 2 /Любов — Ящук/. — 863 с. — 100 000 экз. — ISBN 5-203-00536-2. — С. 434.